# UTC−3:30
UTC-3:30 — позначення для відмінних від UTC часових зон на — 3 години 30 хвилин. Іноді також вживається поняття «часовий пояс UTC-3:30». Цей час використовується як стандартний час на острові Ньюфаундленд, що входять до складу Канади (провінція Ньюфаундленд і Лабрадор). Зміщення від всесвітнього часу - 3 годин 30 хвилин, а від київського — на 6 годин і 30 хвилин менше.
Вперше запроваджено 1 травня 1920 року. Час UTC-3:30 використовується щорічно з першої неділі листопада (02:00 NDT) до другої неділі березня (02:00 NST). В інший час року таке зміщення від UTC не використовується, оскільки єдина територія, яка її використовує, переходить на літній час.

## Часова зона, яка використовує UTC-3:30
- Ньюфаунлендський час

## Використання

### Постійно протягом року
Зараз не використовується

### З переходом на літній час
- Канада — част.:
  - Ньюфаундленд і Лабрадор
    - Острів Ньюфаундленд

### Як літній час
Зараз не використовується

## Історія використання

### Як стандартний час
- Канада — част.:
  - Ньюфаундленд і Лабрадор
    - Острів Ньюфаундленд - з 1935
- Суринам - 1945 - 1984
- Уругвай - 1920 - 1942

### Як літній час
Ніколи не використовувався